# Port lotniczy Bertoua
Port lotniczy Bertoua – krajowy port lotniczy zlokalizowany w kameruńskim mieście Bertoua.